# فهرست وابسته‌های دیپلماتیک غنا

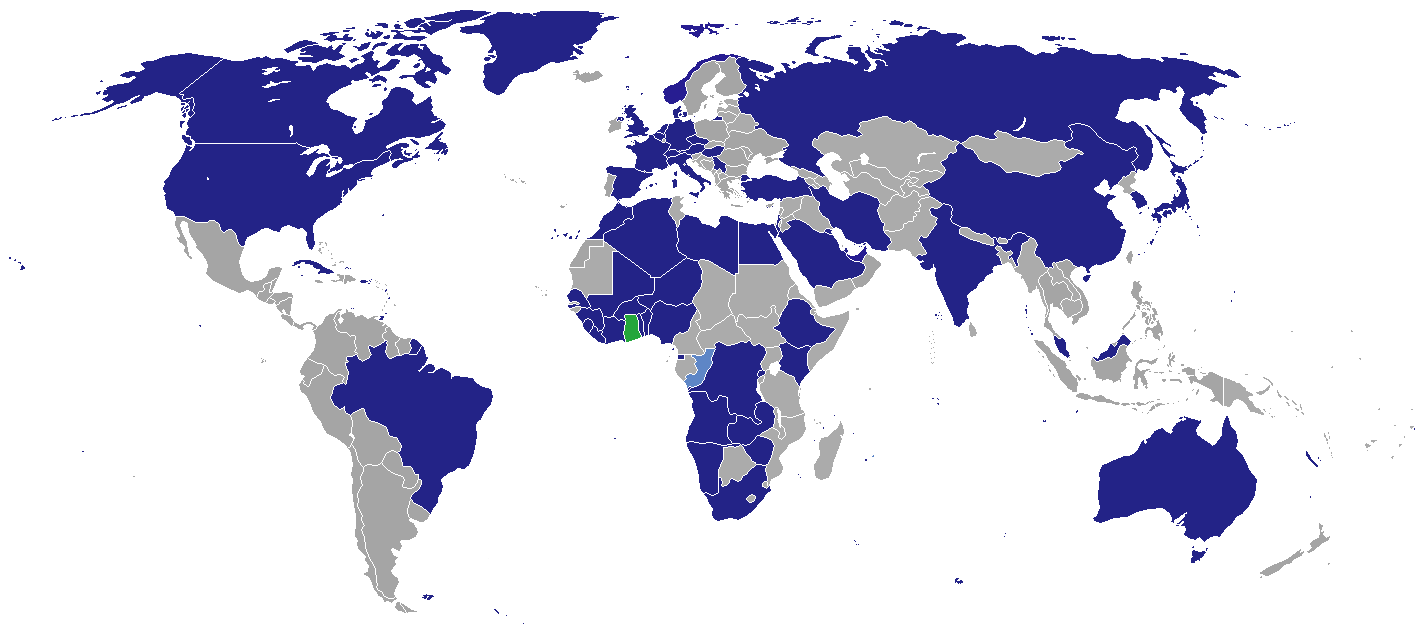
نقشهٔ وابسته‌های دیپلماتیک غنا

جمهوری غنا چندین وابستهٔ دیپلماتیک در سراسر جهان دارد. به عنوان یکی از اعضای اتحادیه کشورهای مشترک‌المنافع، وابسته‌های دیپلماتیک غنا در پایتخت‌های دیگر اعضای اتحادیهٔ کشورهای مشترک‌المنافع تحت عنوان کمیسیون‌های عالی شناخته می‌شوند.

## وابسته‌های کنونی

### آفریقا
| کشور میزبان           | شهر میزبان   | وابسته       | آکرودیته | ارجاع         |
| --------------------- | ------------ | ------------ | --- | ------------- |
| الجزایر               | الجزیره      | سفارت        | کشورها: - جمهوری دموکراتیک عربی صحرا - تونس | *             |
| آنگولا                | لوآندا       | سفارت        | کشورها: - ماداگاسکار - سائوتومه و پرنسیپ | [ ۲ ]         |
| بنین                  | کوتونو       | سفارت        | | [ ۳ ]         |
| بورکینافاسو           | واگادوگو     | سفارت        | کشورها: - چاد | *             |
| جمهوری دموکراتیک کنگو | کینشاسا      | سفارت        | کشورها: - جمهوری آفریقای مرکزی - جمهوری کنگو | *             |
| مصر                   | قاهره        | سفارت        | کشورها: - فلسطین - لبنان - سودان | [ ۶ ]         |
| گینه استوایی          | مالابو       | سفارت        | | [ ۷ ]         |
| اتیوپی                | آدیس آبابا   | سفارت        | کشورها: - سودان جنوبی سازمان‌های بین‌المللی: - اتحادیه آفریقا - کمیسیون اقتصادی سازمان ملل متحد برای آفریقا                                                              | [ ۸ ] [ ۹ ]   |
| گینه                  | کوناکری      | سفارت        | کشورها: - گینه بیسائو | [ ۱۰ ]        |
| ساحل عاج              | آبیجان       | سفارت        | |               |
| کنیا                  | نایروبی      | کمیسیون عالی | کشورها: - بوروندی - رواندا - تانزانیا - اوگاندا سازمان‌های بین‌المللی: - سازمان ملل متحد - برنامه محیط زیست سازمان ملل متحد - United Nations Human Settlements Programme | [ ۱۱ ]        |
| لیبریا                | مونروویا     | سفارت        | | [ ۱۲ ]        |
| لیبی                  | طرابلس       | سفارت        | | [ ۱۳ ]        |
| مالی                  | باماکو       | سفارت        | کشورها: - موریتانی | *             |
| مراکش                 | رباط (مراکش) | سفارت        | | [ ۱۵ ]        |
| نامیبیا               | ویندهوک      | کمیسیون عالی | کشورها: - بوتسوانا | [ ۱۶ ]        |
| نیجر                  | نیامی        | سفارت        | | [ ۱۷ ]        |
| نیجریه                | آبوجا        | کمیسیون عالی | سازمان‌های بین‌المللی: - جامعه اقتصادی کشورهای غرب آفریقا | [ ۱۸ ] [ ۱۹ ] |
| نیجریه                | لاگوس        | سرکنسول‌گری   | سازمان‌های بین‌المللی: - جامعه اقتصادی کشورهای غرب آفریقا | [ ۲۰ ]        |
| سنگال                 | داکار        | سفارت        | کشورها: - کیپ ورد - گامبیا | *             |
| سیرالئون              | فری‌تاون      | کمیسیون عالی | | *             |
| آفریقای جنوبی         | پرتوریا      | کمیسیون عالی | کشورها: - اسواتینی - لسوتو - موریس - سیشل | *             |
| توگو                  | لومه         | سفارت        | |               |
| زامبیا                | لوساکا       | کمیسیون عالی | | [ ۲۴ ]        |
| زیمبابوه              | هراره        | سفارت        | کشورها: - کومور - موزامبیک | [ ۲۵ ]        |

### آمریکا
| کشور میزبان         | شهر میزبان       | وابسته       | آکرودیته | ارجاع                              |
| ------------------- | ---------------- | ------------ | --- | ---------------------------------- |
| برزیل               | برازیلیا         | سفارت        | کشورها: - آرژانتین - بولیوی - شیلی - کلمبیا - اکوادور - گویان - پاراگوئه - پرو - سورینام - اروگوئه - ونزوئلا                                               | [ ۲۶ ]                             |
| کانادا              | اتاوا            | کمیسیون عالی | | [ ۲۷ ]                             |
| کانادا              | تورنتو           | سرکنسول‌گری   | [ ۲۸ ] |                                    |
| کوبا                | هاوانا           | سفارت        | کشورها: - باهاما - باربادوس - سنت وینسنت و گرنادین‌ها - ترینیداد و توباگو                                                                                   | [ ۲۹ ] [ ۳۰ ] [ ۳۱ ] [ ۳۲ ] [ ۳۳ ] |
| ایالات متحده آمریکا | واشینگتن، دی.سی. | سفارت        | کشورها: - بلیز - کاستاریکا - السالوادور - گواتمالا - هندوراس - جزایر مارشال - مکزیک - ایالات فدرال میکرونزی سازمان‌های بین‌المللی: - سازمان کشورهای آمریکایی | [ ۳۴ ]                             |
| ایالات متحده آمریکا | نیویورک          | سرکنسول‌گری   | کشورها: - بلیز - کاستاریکا - السالوادور - گواتمالا - هندوراس - جزایر مارشال - مکزیک - ایالات فدرال میکرونزی سازمان‌های بین‌المللی: - سازمان کشورهای آمریکایی | [ ۳۵ ]                             |

### آسیا
| کشور میزبان       | شهر میزبان   | وابسته       | آکرودیته | ارجاع         |
| ----------------- | ------------ | ------------ | --- | ------------- |
| چین               | پکن          | سفارت        | کشورها: - کره شمالی | [ ۳۶ ]        |
| چین               | گوانگ‌ژو      | سرکنسول‌گری   | کشورها: - کره شمالی | [ ۳۷ ]        |
| هند               | دهلی نو      | کمیسیون عالی | کشورها: - بنگلادش - مالدیو - سری‌لانکا | [ ۳۸ ]        |
| ایران             | تهران        | سفارت        | |               |
| اسرائیل           | تل‌آویو       | سفارت        | کشورها: - قبرس | [ ۳۹ ]        |
| ژاپن              | توکیو        | سفارت        | | [ ۴۰ ]        |
| کویت              | کویت (شهر)   | سفارت        | |               |
| مالزی             | کوالا لامپور | کمیسیون عالی | کشورها: - برونئی - کامبوج - اندونزی - لائوس - میانمار - فیلیپین - تایلند - تیمور شرقی - ویتنام سازمان‌های بین‌المللی: - اتحادیه کشورهای جنوب شرق آسیا | [ ۴۱ ]        |
| قطر               | دوحه         | سفارت        | | [ ۴۲ ]        |
| کره جنوبی         | سئول         | سفارت        | | [ ۴۳ ]        |
| عربستان سعودی     | ریاض         | سفارت        | کشورها: - بحرین - اردن - کویت - عمان - سوریه - یمن                                                                                                  |               |
| عربستان سعودی     | جده          | سرکنسول‌گری   | کشورها: - بحرین - اردن - کویت - عمان - سوریه - یمن                                                                                                  |               |
| ترکیه             | آنکارا       | سفارت        | کشورها: - آلبانی - بوسنی و هرزگوین - گرجستان | [ ۴۴ ] [ ۴۵ ] |
| امارات متحده عربی | ابوظبی       | سفارت        | | [ ۴۶ ]        |
| امارات متحده عربی | دبی          | سرکنسول‌گری   | [ ۴۷ ] |               |

### اروپا
| کشور میزبان | شهر میزبان  | وابسته       | آکرودیته | ارجاع         |
| ----------- | ----------- | ------------ | --- | ------------- |
| اتریش       | وین         | سفارت        | سازمان‌های بین‌المللی: - سازمان ملل متحد - آژانس بین‌المللی انرژی اتمی - سازمان توسعه صنعتی ملل متحد - UNODC                           | [ ۴۸ ] [ ۴۹ ] |
| بلژیک       | بروکسل      | سفارت        | کشورها: - لوکزامبورگ سازمان‌های بین‌المللی: - اتحادیه اروپا                                                                           | [ ۵۰ ]        |
| جمهوری چک   | پراگ        | سفارت        | کشورها: - مجارستان - مقدونیه شمالی - لهستان - رومانی - اسلواکی                                                                      | [ ۵۱ ]        |
| دانمارک     | کپنهاگ      | سفارت        | کشورها: - سوئد | [ ۵۲ ]        |
| فرانسه      | پاریس       | سفارت        | کشورها: - پرتغال سازمان‌های بین‌المللی: - سازمان بین‌المللی فرانکفونی - سازمان همکاری و توسعه اقتصادی - یونسکو                         | [ ۵۳ ]        |
| آلمان       | برلین       | سفارت        | | [ ۵۴ ]        |
| سریر مقدس   | رم          | سفارت        | کشورها: - لهستان | [ ۵۵ ]        |
| ایتالیا     | رم          | سفارت        | کشورها: - مونته‌نگرو - سان مارینو - صربستان - اسلوونی سازمان‌های بین‌المللی: - فائو - صندوق بین‌المللی توسعه کشاورزی - برنامه جهانی غذا | [ ۵۶ ]        |
| مالت        | والتا       | کمیسیون عالی | | [ ۵۷ ]        |
| هلند        | لاهه        | سفارت        | سازمان‌های بین‌المللی: - OPCW | [ ۵۸ ] [ ۵۹ ] |
| نروژ        | اسلو        | سفارت        | کشورها: - فنلاند - ایسلند | [ ۶۰ ]        |
| روسیه       | مسکو        | سفارت        | کشورها: - ارمنستان - جمهوری آذربایجان - بلاروس - قزاقستان - مولدووا - مغولستان                                                      | [ ۶۱ ] [ ۶۲ ] |
| اسپانیا     | مادرید      | سفارت        | کشورها: - آندورا | [ ۶۳ ]        |
| سوئیس       | برن (سوئیس) | سفارت        | کشورها: - اوکراین | [ ۶۴ ]        |
| بریتانیا    | لندن        | کمیسیون عالی | کشورها: - جمهوری ایرلند | [ ۶۵ ]        |

### اقیانوسیه
| کشور میزبان | شهر میزبان | وابسته       | آکرودیته                                                                                               | ارجاع  |
| ----------- | ---------- | ------------ | --- | ------ |
| استرالیا    | کانبرا     | کمیسیون عالی | کشورها: - فیجی - کیریباتی - نائورو - نیوزیلند - پاپوآ گینه نو - ساموآ - جزایر سلیمان - تونگا - وانواتو | [ ۶۶ ] |

### سازمان‌های چندجانبه
| سازمان          | شهر میزبان | کشور میزبان         | وابسته        | آکرودیته                                  | ارجاع  |
| --------------- | ---------- | ------------------- | ------------- | ----------------------------------------- | ------ |
| سازمان ملل متحد | نیویورک    | ایالات متحده آمریکا | نمایندگی دائم |                                           | [ ۶۷ ] |
| سازمان ملل متحد | ژنو        | سوئیس               | نمایندگی دائم | سازمان‌های بین‌المللی: - سازمان تجارت جهانی | [ ۶۸ ] |

## نگارخانه

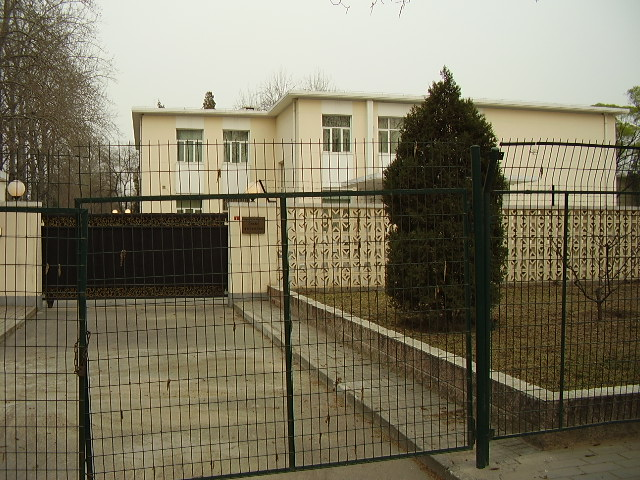
سفارت‌خانهٔ غنا در پکن
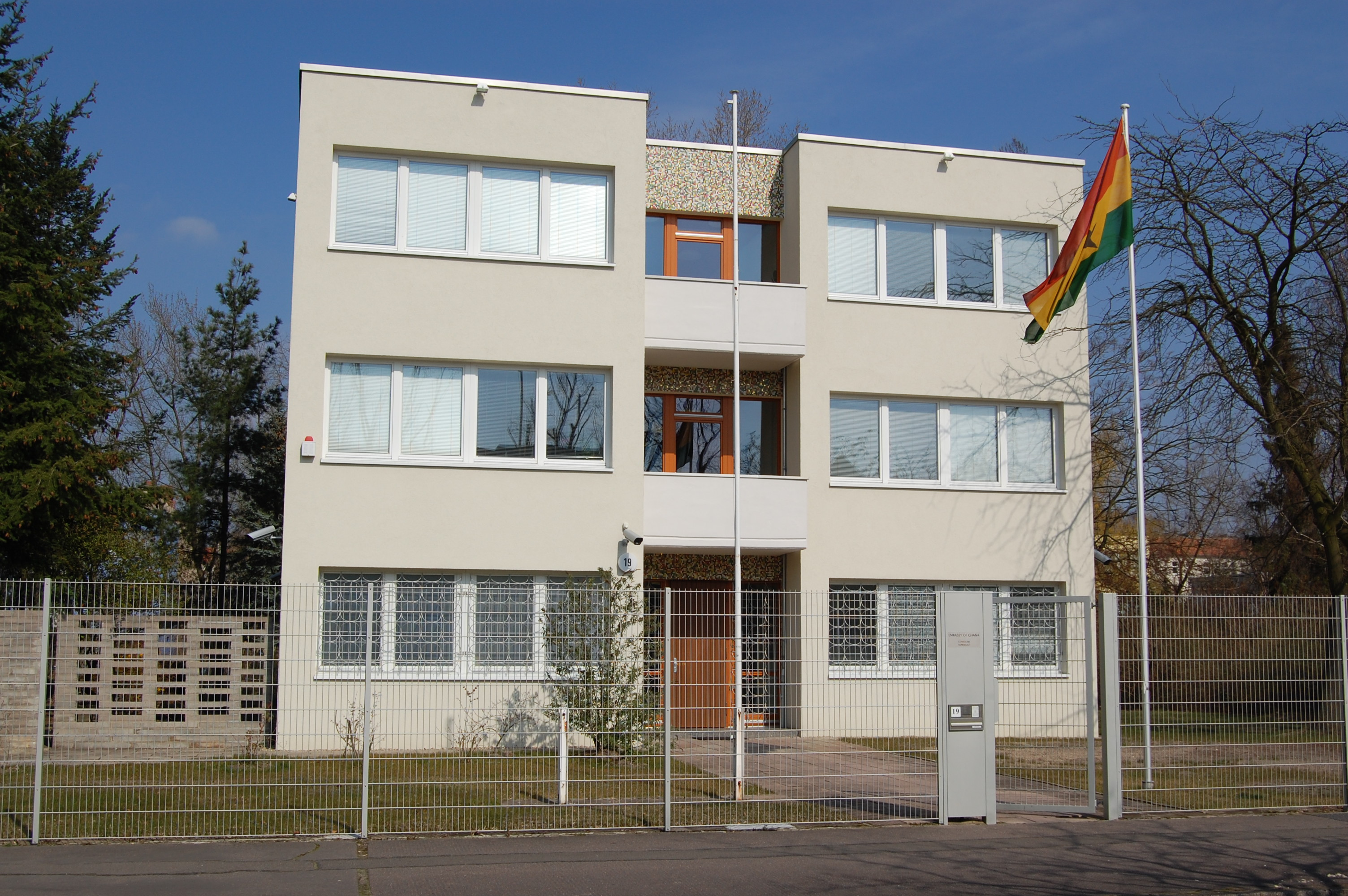
سفارت‌خانهٔ غنا در برلین
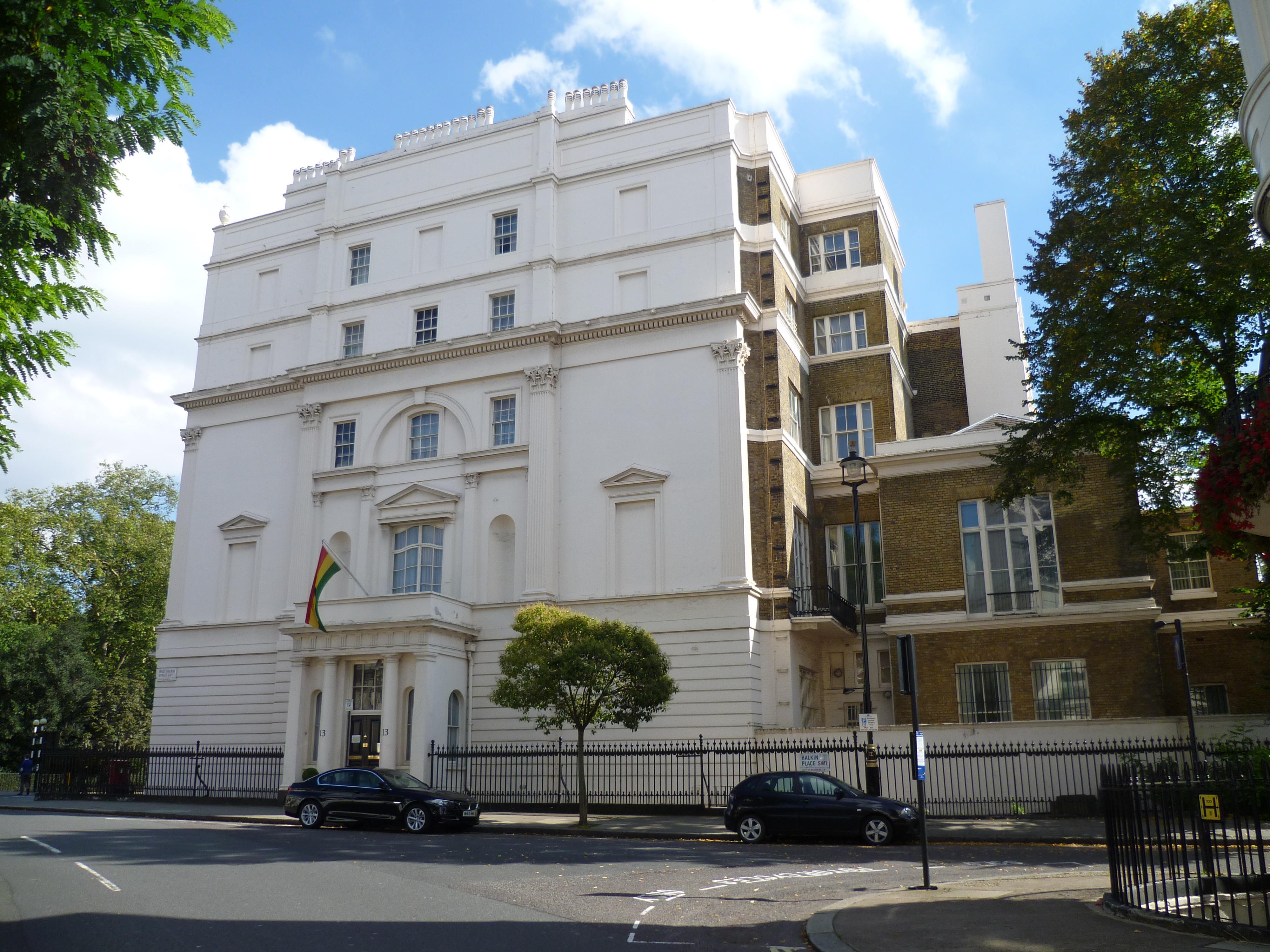
کمیسیون عالی غنا در لندن
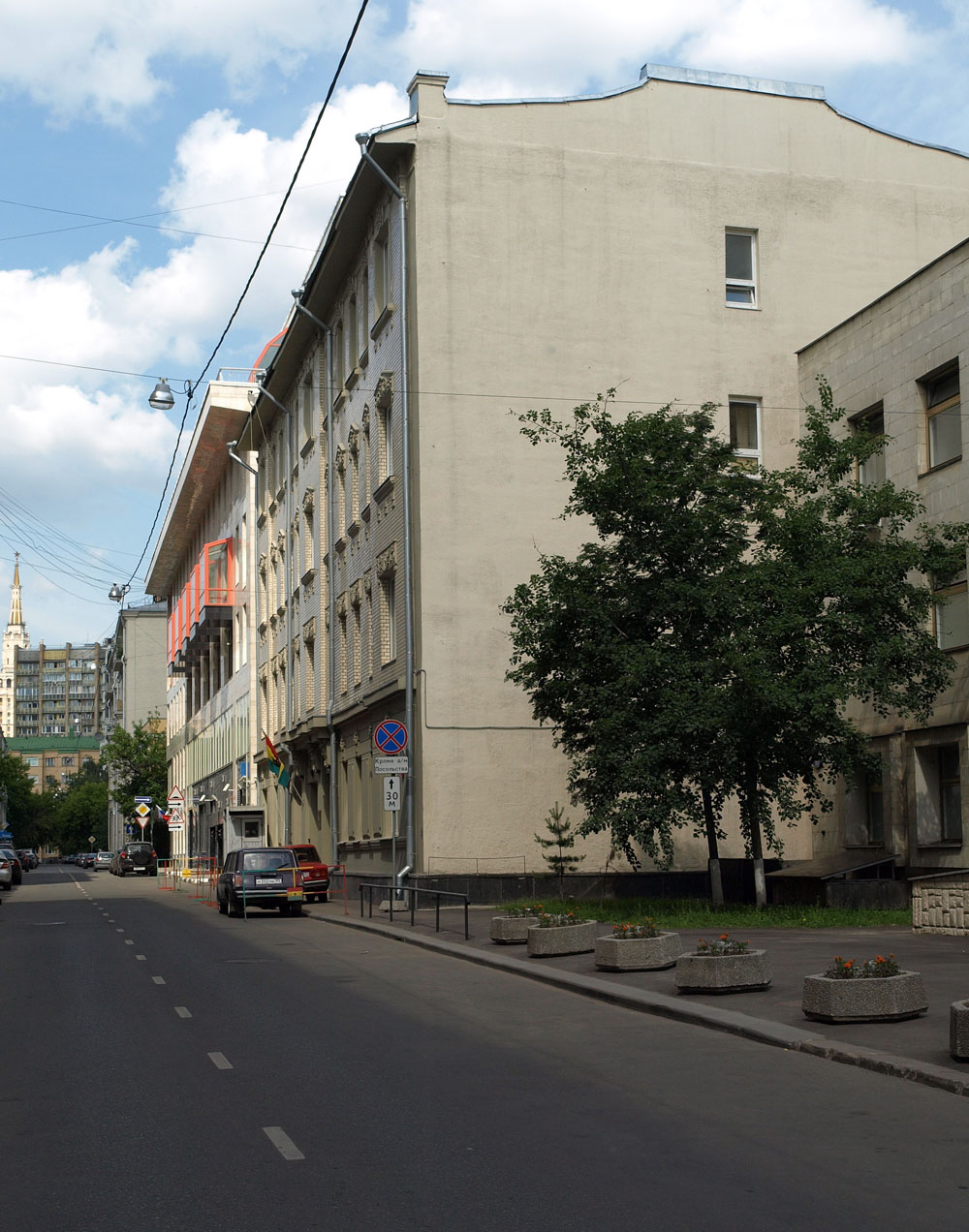
سفارت‌خانهٔ غنا در مسکو
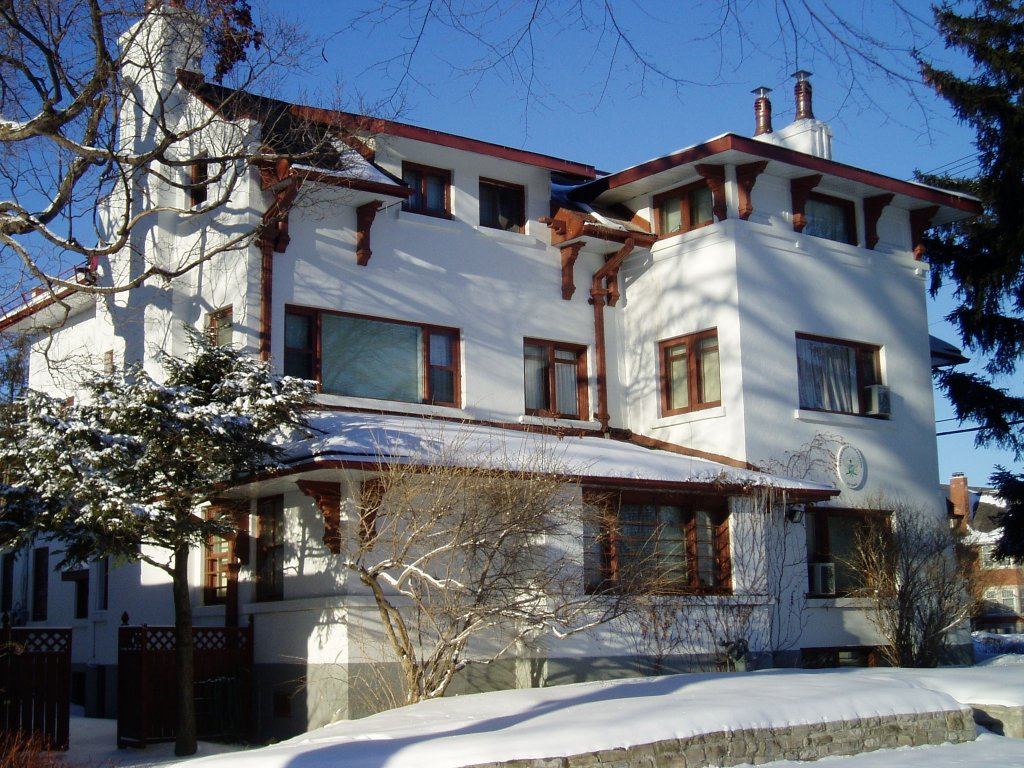
کمیسین عالی غنا در اتاوا
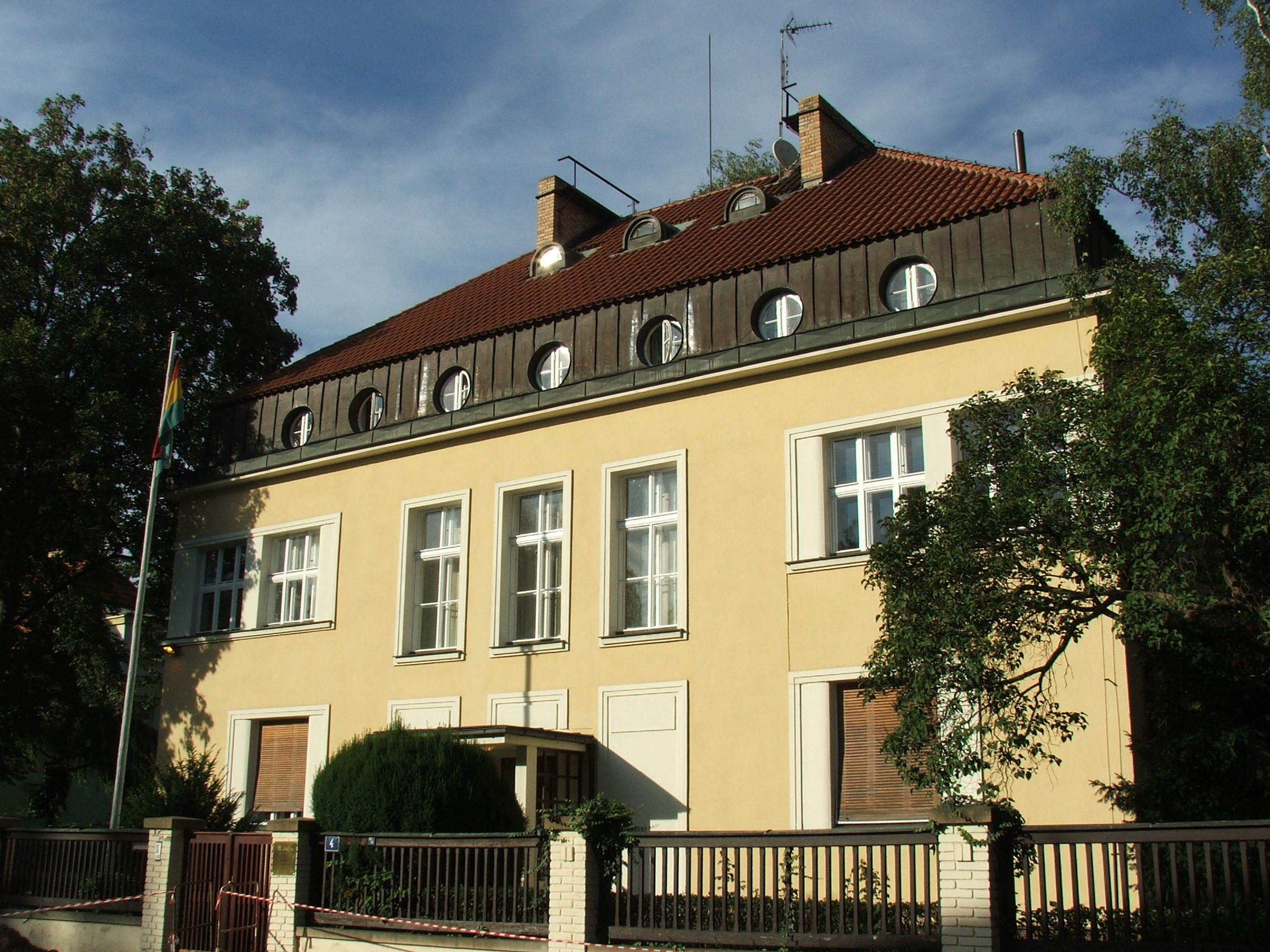
سفارت‌خانهٔ غنا در پراگ
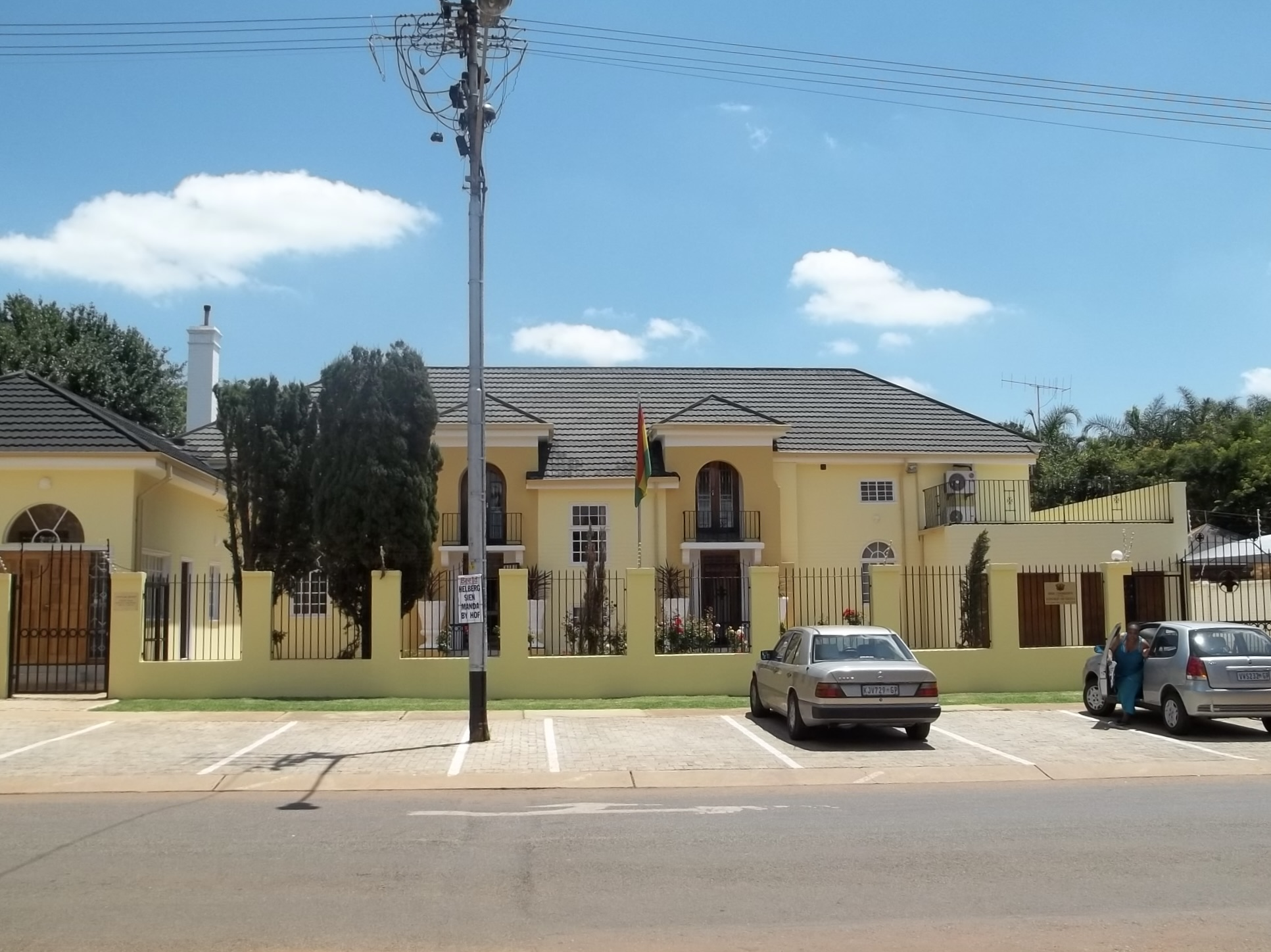
کمیسیون عالی غنا در پرتوریا
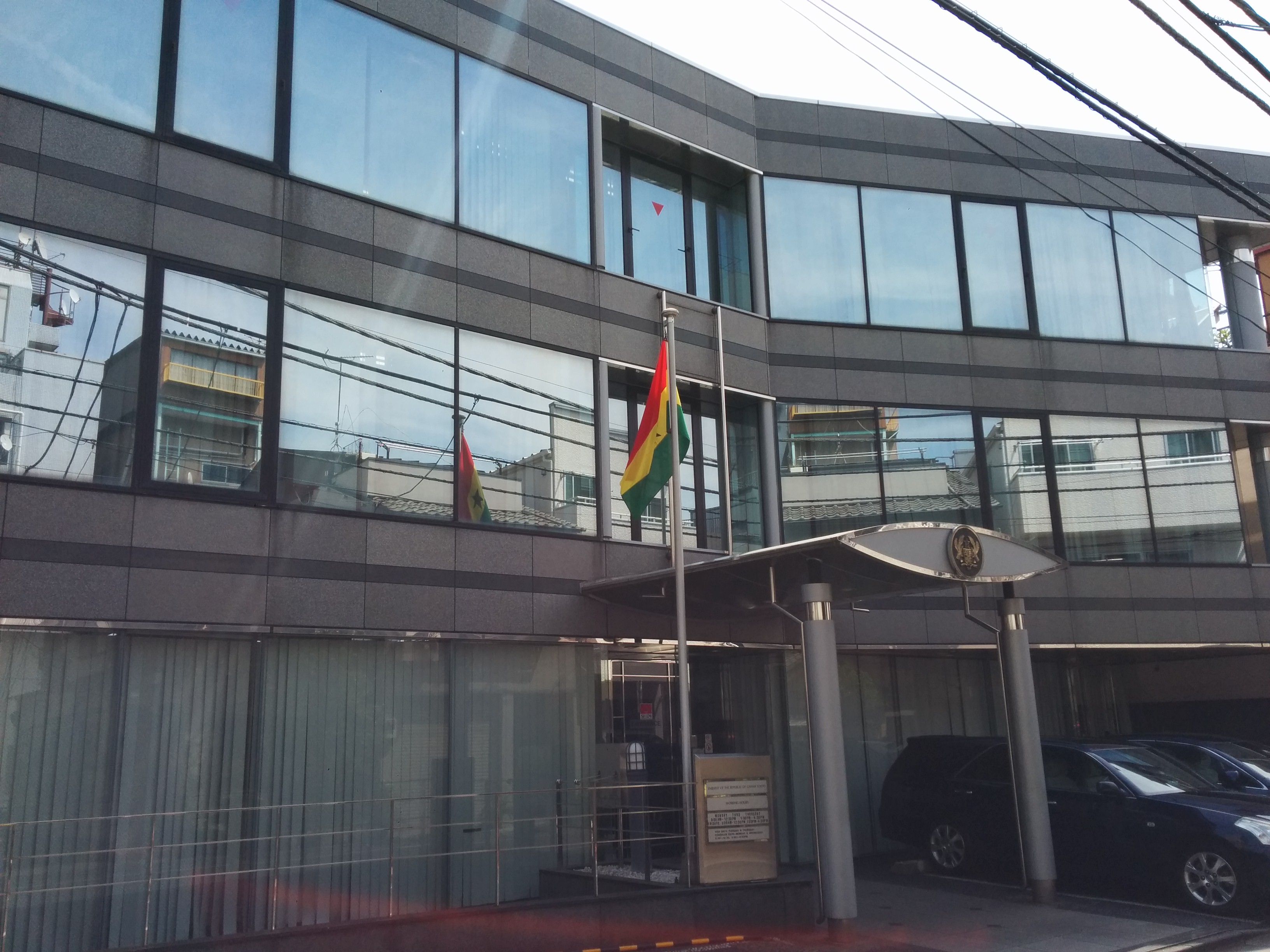
سفارت‌خانهٔ غنا در توکیو
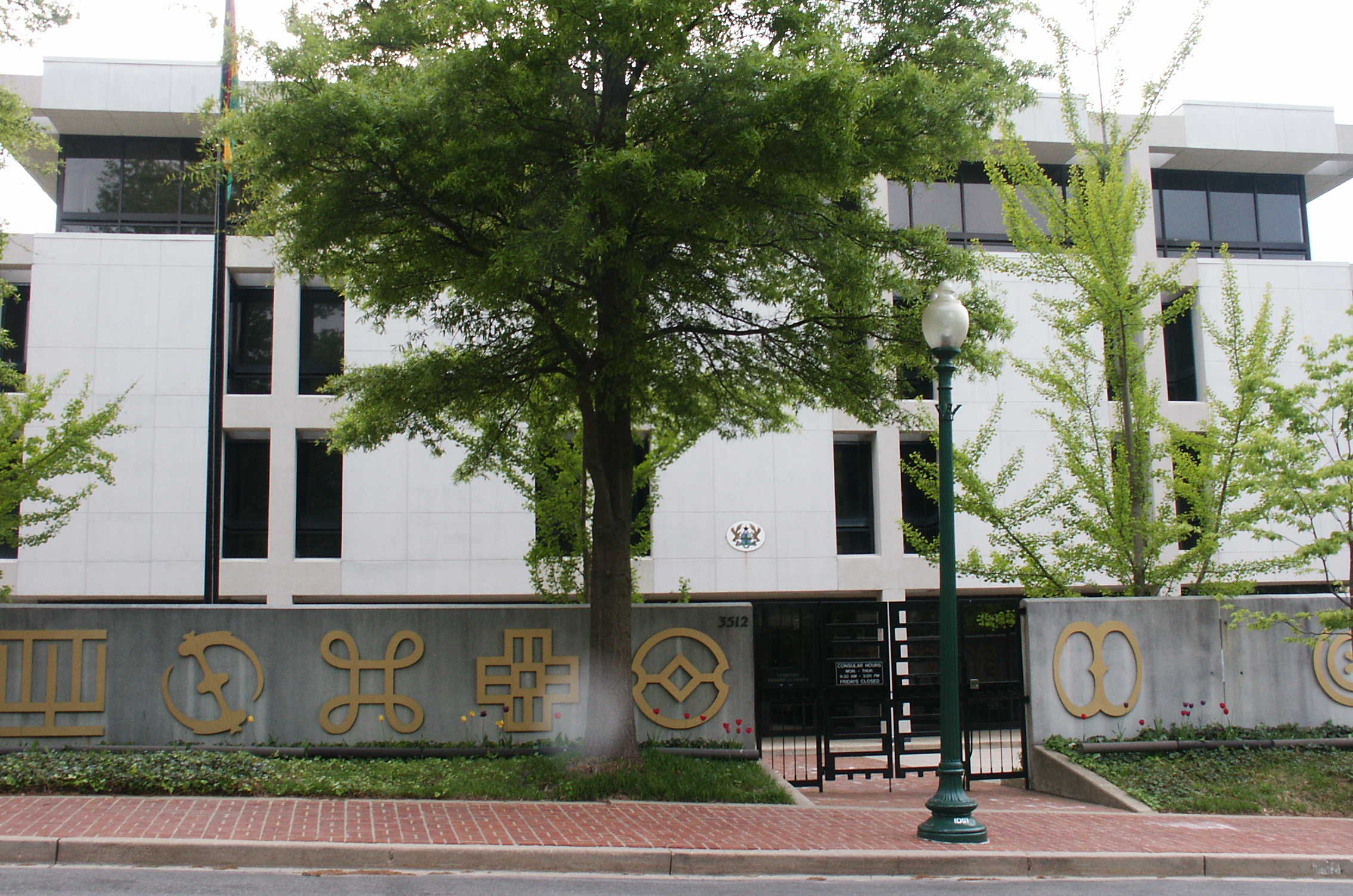
سفارت‌خانهٔ غنا در واشینگتن، دی.سی.

## وابسته‌های تعطیل‌شده

### آمریکا
| کشور میزبان | شهر میزبان | وابسته | سال تعطیلی | ارجاع |
| ----------- | ---------- | ------ | ---------- | ----- |
| مکزیک       | مکزیکوسیتی | سفارت  | ۱۹۸۰       |       |

### آسیا
| کشور میزبان  | شهر میزبان | وابسته | سال تعطیلی | ارجاع  |
| ------------ | ---------- | ------ | ---------- | ------ |
| ویتنام شمالی | هانوی      | سفارت  | ۱۹۶۶       | [ ۶۹ ] |

### اروپا
| کشور میزبان   | شهر میزبان | وابسته | سال تعطیلی | ارجاع         |
| ------------- | ---------- | ------ | ---------- | ------------- |
| جمهوری ایرلند | دوبلین     | سفارت  | ۲۰۰۹       | [ ۷۰ ]        |
| صربستان       | بلگراد     | سفارت  | ۲۰۱۲       | [ ۷۱ ] [ ۷۲ ] |